# جینو کورادو
جینو کورادو (ایتالیایی: Gino Corrado؛ ۹ فوریهٔ ۱۸۹۳ – ۲۳ دسامبر ۱۹۸۲) یک هنرپیشه اهل ایتالیا بود.

## فیلم‌شناسی
- My American Wife (۱۹۲۲)
- دنده آدام (۱۹۲۳)
- The Thrill Chaser (۱۹۲۳)
- مرد (۱۹۲۴)
- ده فرمان (۱۹۲۳)
- The Coast Patrol (۱۹۲۵)
- La Bohème (۱۹۲۶)
- The Amateur Gentleman (۱۹۲۶)
- The White Black Sheep (۱۹۲۶)
- طلوع: آواز دو انسان (۱۹۲۷)
- The Charge of the Gauchos (۱۹۲۸)
- نقاب آهنین (۱۹۲۹)
- Those Who Dance (۱۹۳۰)
- فروشنده لباس زیر (۱۹۳۱)
- صورت زخمی (۱۹۳۲)
- این همان شب است (۱۹۳۲)
- وداع با اسلحه (۱۹۳۲)
- I Am a Thief (۱۹۳۴)
- زنده‌باد ویا! (۱۹۳۴)
- I Sell Anything (۱۹۳۴)
- وسوسه باشکوه (۱۹۳۵)
- کلاه سیلندری (۱۹۳۵)
- آناکارنینا (۱۹۳۵)
- Paradise Canyon (۱۹۳۵)
- خشم (۱۹۳۶)
- مسیر اورگن (۱۹۳۶)
- آقای دیدز به شهر می‌رود (۱۹۳۶)
- فرشته (۱۹۳۷)
- Rose of the Rio Grande (۱۹۳۸)
- الجزایر (۱۹۳۸)
- بر باد رفته (۱۹۳۹)
- بو ژست (۱۹۳۹)
- Mr. Moto Takes a Vacation (۱۹۳۹)
- آقای اسمیت به واشنگتن می‌رود (۱۹۳۹)
- Saved by the Belle (۱۹۳۹)
- نیمه‌شب (۱۹۳۹)
- سه تفنگدار (۱۹۳۹)
- دیکتاتور بزرگ (۱۹۴۰)
- ربه‌کا (۱۹۴۰)
- بی‌رنج گنج میسر نمی‌شود (۱۹۴۱)
- بانویی از لوئیزیانا (۱۹۴۱)
- Affectionately Yours (۱۹۴۱)
- همشهری کین (۱۹۴۱)
- خواهر من آیلین (۱۹۴۲)
- کازابلانکا (۱۹۴۳)
- Appointment in Berlin (۱۹۴۳)
- Chetniks! The Fighting Guerrillas (۱۹۴۳)
- ویلسون (۱۹۴۴)
- Micro-Phonies (۱۹۴۵)
- فریب (۱۹۴۶)
- آدمکش‌ها (۱۹۴۶)
- Secrets of Monte Carlo (۱۹۵۱)
- سه سکه در چشمه (۱۹۵۴)